# Шилово (Калманський район)
Ши́лово (рос. Шилово) — село у складі Калманського району Алтайського краю, Росія. Адміністративний центр Шиловської сільської ради.

## Населення
Населення — 455 осіб (2010; 517 у 2002).
Національний склад (станом на 2002 рік):
- росіяни — 95 %